# Tarvisio
Tarvisio (Duits en Friulaans: Tarvis, Sloveens:Trbiž) is een stad in het noordoosten van Italië in de autonome regio Friuli-Venezia Giulia. Het ligt daarmee in het uiterste noordoosten van de provincie Udine en is hoofdplaats van Val Canale. In het noorden grenst Tarvisio aan Oostenrijk, in het oosten aan Slovenië. Historisch maakt Tarvisio deel uit van het kroonland Karinthië en graviteerde tot 1918 naar Villach en Hermagor.
De gemeente telde in 2001 5074 inwoners. Voor de Eerste Wereldoorlog woonden in Tarvisio uitsluitend Duitstaligen en Slovenen, die ook vandaag nog een groot deel van de bevolking vormen, maar wel een minderheid zijn tegenover de Italianen.
In de gemeente ligt, nabij Camporosso, het bedevaartsoord Monte Santo di Lussari (sl.: Svete Višarje dt.: Luschariberg), dat vooral Sloveense bezoekers trekt.

## In Tarvisio zijn geboren
- Rafko Dolhar (1933), arts en essayist
- Anton Kašutnik (1688-1745), jezuïet en toneelschrijver

## Geografie
De volgende frazioni maken deel uit van de gemeente: Tarvisio Centrale (Duits: Tarvis Zentrum, Sloveens: Trbiž center), Coccau (Duits: Goggau, Sloveens: Kokova), Fusine in Val Romana (Sloveens: Bela peč, Duits: Weissenfels), Cave del Predil (Sloveens: Rabelj, Duits: Raibl), Camporosso (Duits: Saifnitz, Sloveens: Žabnice), Rutte (Sloveens: Trbiške Rute).
De gemeente ligt op ongeveer 715 m boven zeeniveau.
Tarvisio grenst aan de volgende gemeenten: Arnoldstein (Sloveens: Podklošter) (Oostenrijk), Chiusaforte (Sloveens: Kluže, Duits: Klausen), Hohenthurn (Sloveens: Straja vas) (Oostenrijk), Kranjska Gora (Slovenië), Malborghetto Valbruna (Sloveens: Naborjet-Ovčja vas), Bovec (Slovenië).

## Afbeeldingen

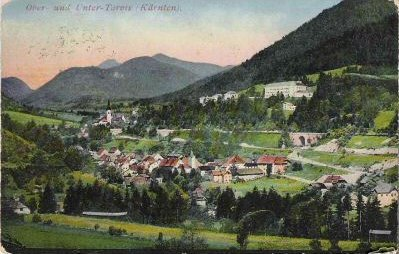
Tarvisio in 1915
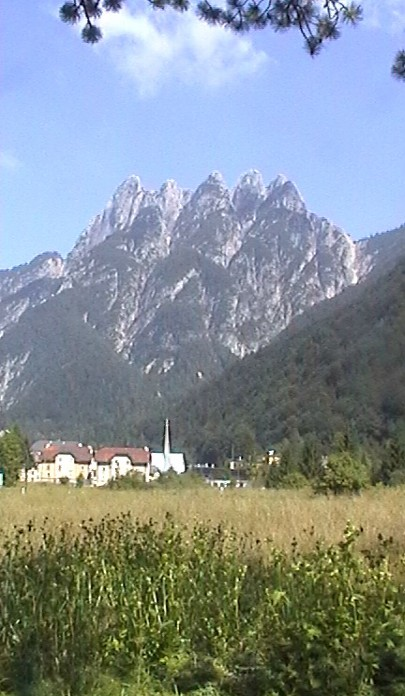
Fünfspitz